# Doctor Arroyo (kommun)
Doctor Arroyo är en kommun i Mexiko.   Den ligger i delstaten Nuevo León, i den centrala delen av landet, 500 km norr om huvudstaden Mexico City.
Följande samhällen finns i Doctor Arroyo:
- Doctor Arroyo
- San Cayetano de Vacas
- La Unión y el Cardonal
- San Pedro de González
- San Juan del Palmar
- El Refugio y el Reparo
- Jesús María de Berrones
- Puerto de Dolores
- La Agüita
- Tanquecillos
- La Chiripa
- La Lobera de Portillo
- La Mesa de Berrones
- San José de Flores
- Los Altitos
- San José de la Luz